# لوينو
لوينو، (بالإنجليزية: Luino)‏، هي بلدة إيطالية صغيرة تقع بالقرب من الحدود مع سويسرا، على الشاطئ الشرقي لبحيرة ماجوري، في مقاطعة فاريزي (لومباردي، شمال إيطاليا).

## السكان
في سنة 1861 بلغ عدد السكان 3٬427 نسمة، وتطور العدد ليصل في سنة 2011 لـ 14٬276 نسمة.
يظهر هذا المخطط البياني تطور النمو السكاني لـ لوينو

## أعلام
- جيوفاني باتاغليا
- بييرو تشيارا
- هانس غريم